# ويليام توماس كاربنتر
ويليام توماس كاربنتر (بالإنجليزية: William Thomas Carpenter)‏ هو كاتب أمريكي، (و. 1854  م).